# 飛哥正傳
《飛哥正傳》 是於1992年播出的電視電影，袁仁康監制，張家輝、張錦程、韓義生、郭耀明、李菁主演。

## 劇情大綱
呂卓輝是商人之子，麥志威是警察之子，他們飆車鬥舞為樂，都是好勝反叛少年，因此結下梁子，但後來又冰釋前嫌。他們一眾人在打鬧中，有人在玩耍麥志威偷拿父親的槍時不幸走火喪生，終於釀成不可挽回的後果。

## 演员表
- 張家輝 飾 呂卓輝
- 郭耀明 飾 麥志威
- 張錦程 飾 阿邦
- 姜坤   飾 阿蓮
- 李菁   飾 Lulu
- 陳植槐 飾 蓮舅父